# Teatro Municipal de São João da Boa Vista
O Teatro Municipal de São João da Boa Vista é um teatro brasileiro, localizado no centro da cidade de São João da Boa Vista. Foi construído em 1913 e inaugurado em 8 de novembro de 1914, projetado pelo arquiteto italiano J. Pucci e construído por Antonio Lanzac.

## História

### Idealização, construção e inauguração
A história do Teatro Municipal começou em 1911, quando jovens sanjoanenses retornaram dos estudos na Europa e nos Estados Unidos dispostos a incentivar a cultura em sua terra. Procuraram, em São Paulo, uma construtora que montava casas de diversões pelo interior do estado. Naquele ano, em 15 de setembro, o vereador Joaquim Lourenço de Oliveira propôs isenção de impostos por dez anos a quem construísse um teatro na cidade. A proposta foi aceita pela Câmara de Vereadores em 15 de abril de 1912 e aprovada a seguinte lei: "Concede favores e garantia de juros ao major José Evangelista de Almeida ou empresa que organiza para construir um Teatro nesta cidade. A garantia será de 8% de juros, sobre o capital de 80 contos de réis pelo prazo de dez anos". A partir de então José Evangelista de Almeida, gerente da Casa Bancária, passou a buscar capital em forma de ações, assim como o empréstimo em debêntures.

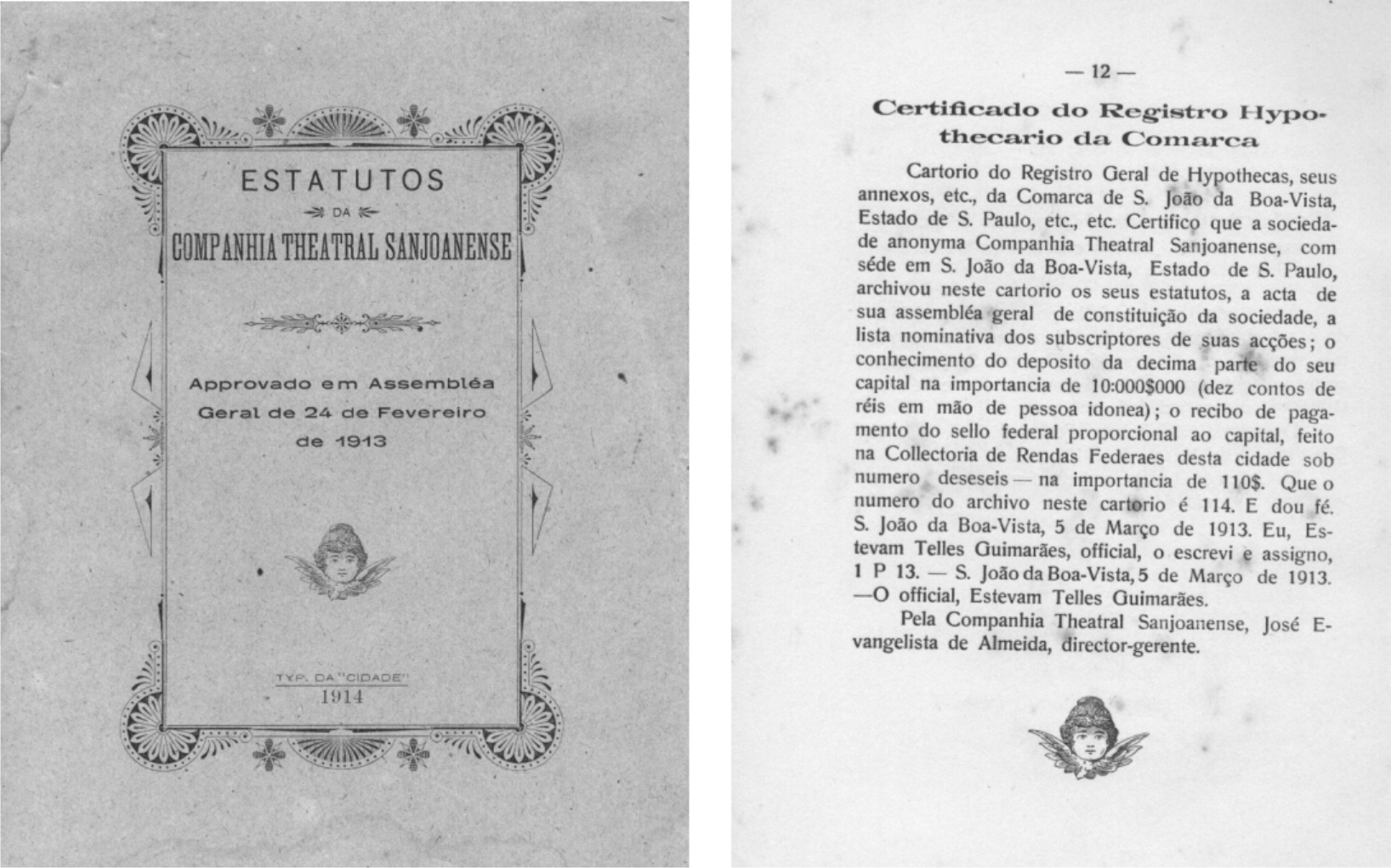
Capa e certificado do Estatuto Companhia Theatral Sanjoanense.

Em 24 de fevereiro de 1913, de uma sessão realizada no Centro Recreativo Sanjoanense, surgiu  a Sociedade Anônima Companhia Teatral Sanjoanense, com a presença de 113 acionistas da Companhia, tendo como presidente o Tenente Coronel Joaquim Cândido de Oliveira; diretor-técnico, Dr. Alfredo Emílio Pacheco de Mello; vogais: Ten. Cel José Ferreira e Major Joaquim Tereziano Vallim; conselho fiscal: José Procópio de Azevedo Neto, José Joaquim da Silva Costa e Antônio Luis de Castro Delgado.

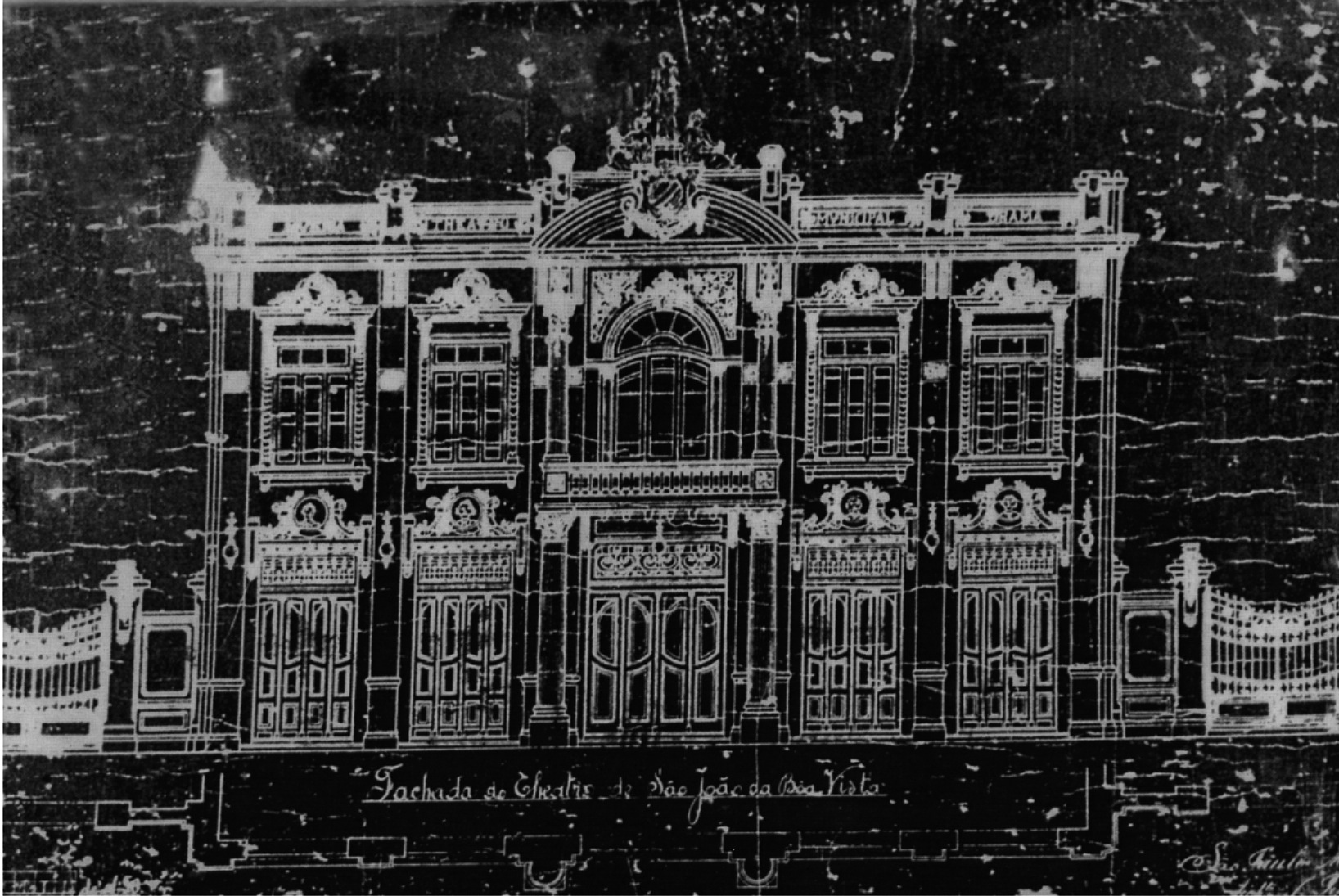
Projeto da Fachada do Teatro (1913)

A Companhia Teatral adquiriu um terreno de Misael Tavares, na antiga Rua das Lavadeiras, hoje Oscar Janzon, pelo preço de 15 contos de réis, e permutou por outro, na região central, atás da Matriz. Em maio de 1913, o projeto do Teatro foi apresentado pelo arquiteto J. Pucci, que já havia construído o Teatro São Paulo, na capital da estado e assim exposto aos acionistas: 

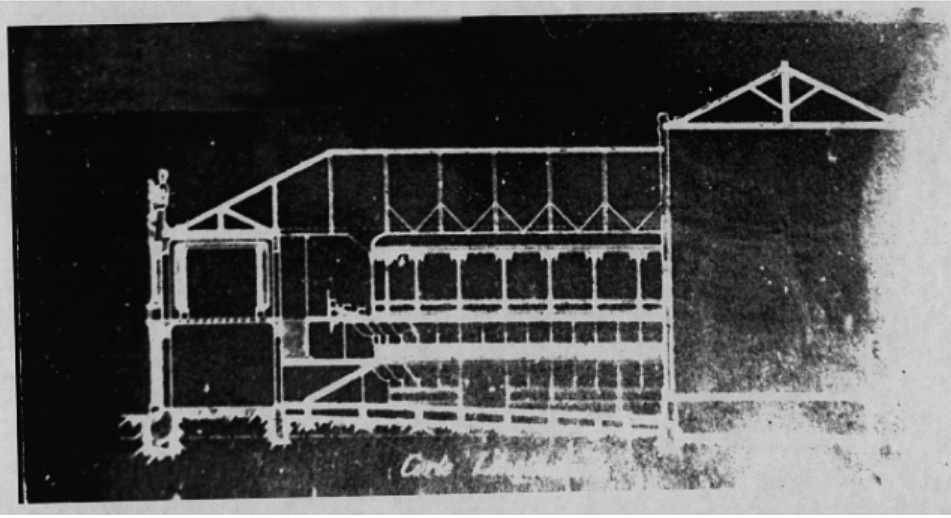
Corte longitudinal

"O prédio ocupará uma área de 1.130 m², tendo de frente 22,6 m e 50 m de fundo. Compreenderá uma platéia para 480 cadeiras de 1ª e 2ª classe, 22 frisas e 30 camarotes. Nos altos uma galeria para 500 pessoas. O palco cênico, que é mais elevado do que o corpo principal medirá 22,60 m de largura e 16 m de fundo, no qual existirão 11 camarins para artistas e cabine para aparelhos elétricos. O arco do proscênio terá 11 metros de abertura e 8 metros de largura. Todo o edifício será servido por aparelhos sanitários dos mais modernos. O pano de boca subirá inteiro e será movido por aparelhos especiais, os mais modernos em uso. O local reservado à orquestra terá lugares para 30 músicos. O edifício ficará isolado por duas passagens laterais de 4,15 metros. Na parte superior haverá um salão nobre, com um bar superior, para 50 mesas e também um bar inferior. Terá bilheteria, sala de administração e toalete para senhoras."
Com a aprovação do projeto, assentou-se a pedra fundamental em 13 de maio de 1913. No local, bem na base da primeira coluna de ferro, foram depositados documentos e moedas da época. Para construir o prédio foi necessário importar da Europa toda a estrutura metálica, que compreendia a sustentação dos mezaninos, as tesouras do talhado, pilares aparentes. Estes foram pré-fabricados e numerados na Bélgica, sendo apenas montados aqui. A fiscalização e execução da obra ficaram a cargo do construtor, Antonio Lanzac.

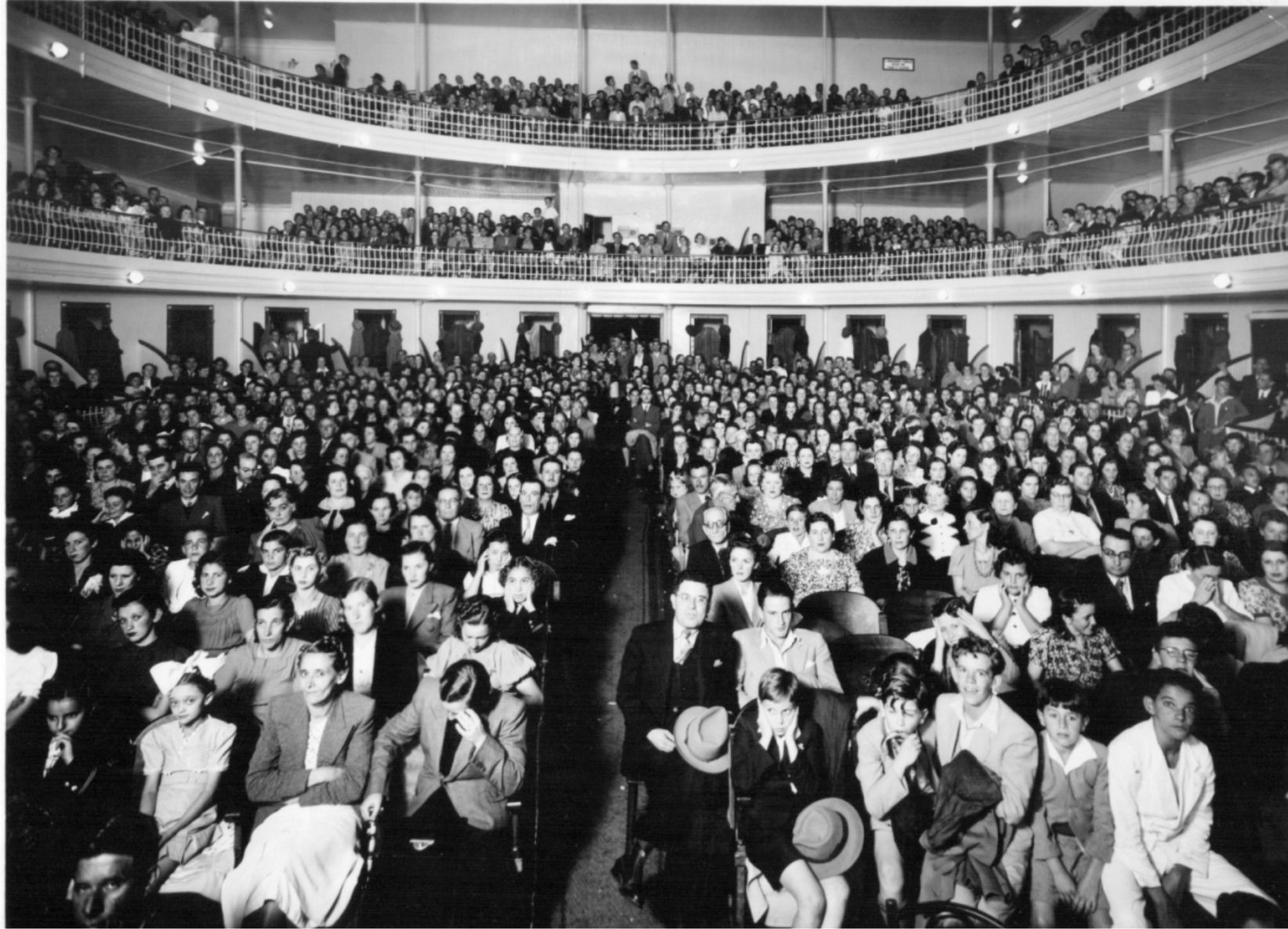
Plateia do Teatro na peça Branca de Neve em (22 de novembro de 1940)

Em 15 de fevereiro de 1913 elegeu-se nova diretoria da Companhia e levantou-se empréstimo, entre os acionistas, de 90% do capital social para o término das obras. No mês de maio de 1914, Antonio Balestrim e Ermete Piochi venceram a concorrência pública para a exploração dos bares superior e inferior, pela qual pagaram 800 mil réis mensais e mais 35 mil reis por noite para orquestra.
O Teatro Municipal de São João da Boa Vista foi inaugurado em 8 de novembro de 1914. Na ocasião foi apresentada a peça "Uma Causa Célebre", da Companhia Santos Silva.

### A criação da Sociedade de Cultura Artística
A baixa frequência determinou, em 1929, a instalação de um rinque de patinação no teatro. Na década de 1930 foi criada a Sociedade de Cultura Artística, que tinha como sede o lugar do antigo bar superior. Visava à prática da cultura através de saraus promovidos pelos artistas locais, que se apresentavam declamando, cantando, tocando diversos instrumentos e representando. Essa sociedade dispunha de enorme biblioteca, com os mais diversos tipos de literatura e poesia, e também um piano de cauda. Para as sessões, a Sociedade de Cultura Artística convidava artistas e autoridades famosos da época. Estes registravam suas impressões sobre a cidade em um livro de ouro que trazia, entre outros, os nomes de Rangel Pestana, Guilherme de Almeida, Pedro de Toledo, Altino Arantes, Túlio de Lemos, Maria José Dupré, Caruso Neto, poeta esse que denominou São João da Boa Vista como a "Cidade dos Crepúsculos Maravilhosos".

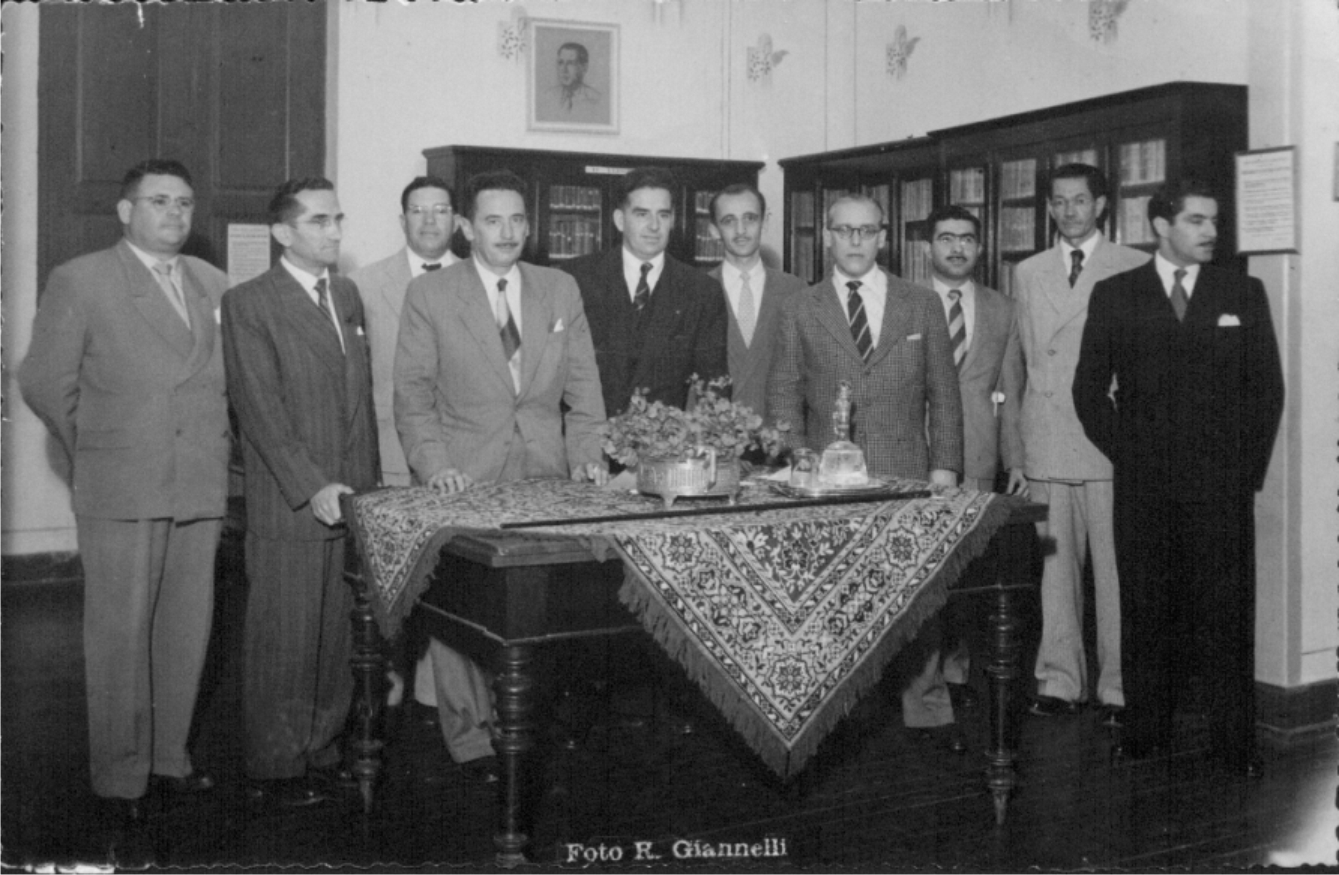
Palestra de Sérgio Milliet sobre pintura moderna, Sala da Sociedade de Cultura Artística, atual Sala de Múltiplo Uso.

Em junho de 1930 apresentou-se em concerto o Conjunto Artístico do Maestro Villa-Lobos, destacando a interpretação de "Campanella". O pianista Souza Lima executou brilhantemente a "Dança dos Negros". Em 10 de agosto de 1930, a Sociedade de Cultura Artística apresentou a Caravana Acadêmica da Faculdade de Medicina de São Paulo. No final de agosto de 1930, o Theatro recebeu uma opereta em três atos do maestro Mascagni, integrante da Companhia Clara Weiss. Faziam parte da orquestra Gina Bianchi, Emílio Amoroso, Giuseppe Campanelli, Luigi Della Guardia e doze professores do Centro Sinfônico de São Paulo, sob a direção de Antônio Belardi.

### O Teatro vira cinema

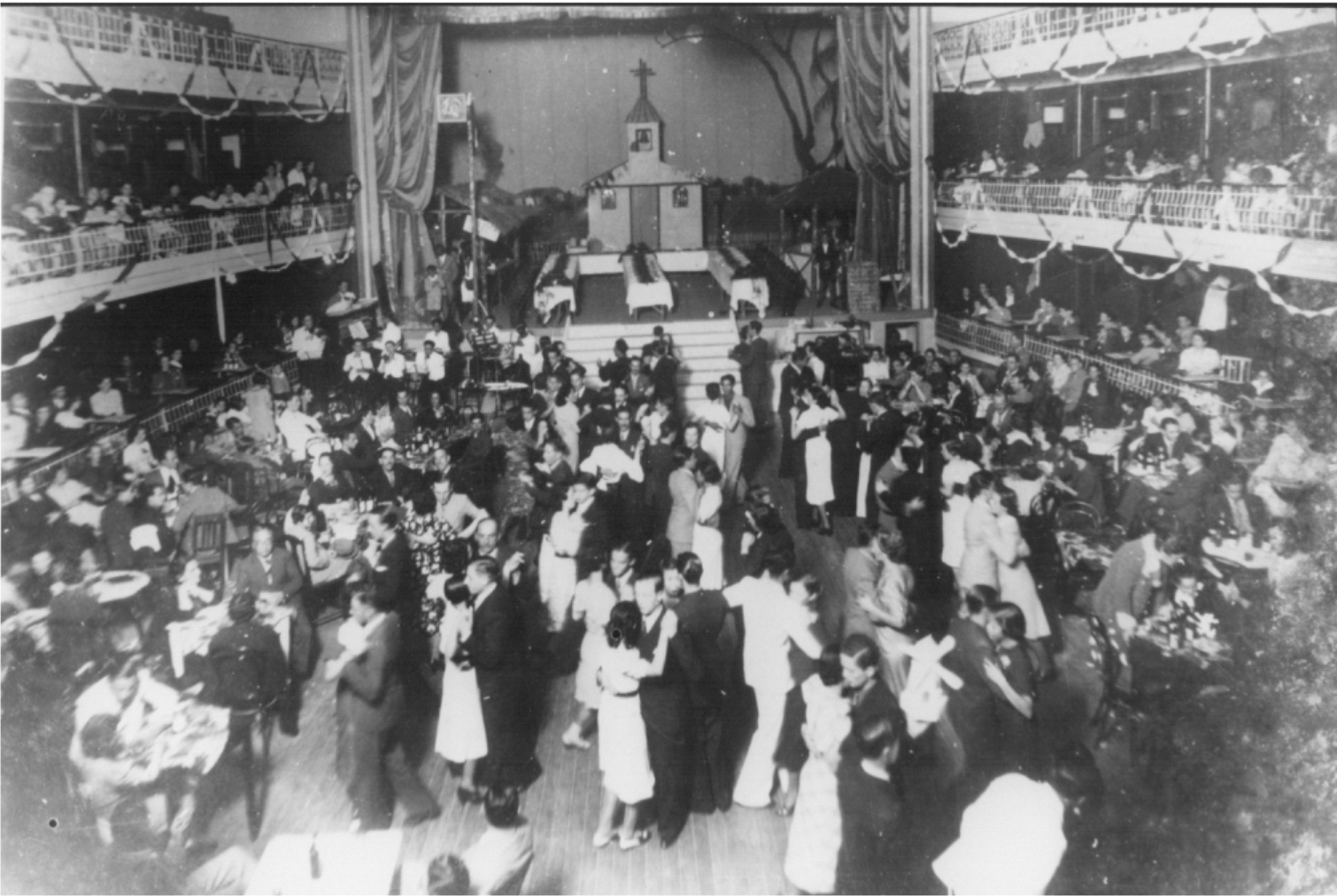
Festa Junina anos 1930.

Em 1937, a maioria das ações da Companhia Teatral de São João da Boa Vista foi comprada pelo Dr. Joaquim José de Oliveira Neto. Foram adquiridas poltronas novas e modernos equipamentos da Philips. O Teatro entrava em uma nova fase, passando a funcionar como cinema. Aconteciam quatro sessões: matinê, vesperal e duas sessões noturnas. Anos depois foram abertos outros cinemas na cidade, que possuíam poltronas mais confortáveis e equipamentos sofisticados. A concorrência nos preços, as dificuldades na exibição de filmes nacionais e o advento da televisão fizeram o Teatro entrar em decadência. Após tentativa frustrada de transformá-lo em salão de bailes populares, acabou fechado por alguns anos.
Na reabertura, em 1945, foi encenada a peça "Um Retrato de Mulher". No ano seguinte apresentava-se a consagrada pianista sanjoanense Guiomar Novaes. 

### A decadência
Uma reforma, em fevereiro de 1967, fez o Teatro perder parte de suas características arquitetônicas antigas. Mudanças inadequadas, que incluíram a retirada das frisas e camarotes, descaracterizaram-no. Cogitou-se vender o prédio, para no local, ser construído um supermercado. Em 26 de agosto de 1981, o então prefeito Nelson Nicolau declarou o Teatro Municipal de utilidade pública. No ano seguinte, já com parte das dependências deteriorada, recebeu em palco improvisado, a comediante Dercy Gonçalves. Na oportunidade, a artista chamou a atenção para o péssimo estado de conservação do prédio histórico. Em 1983, os jornais da cidade noticiaram que o Teatro seria demolido.

### A recuperação do prédio
Em 5 de janeiro de 1984, a primeira parte do prédio foi comprada pela prefeitura pelo valor de CR$ 45.000.000,00 (quarenta e cinco milhões de cruzeiros). O palco só teria 6 metros, deixando para o proprietário, Dr. Oliveira Neto, a outra parte do palco e o restante do terreno no fundo do Teatro O pagamento foi feito em duas parcelas de 10 milhões de cruzeiros e mais 10 terrenos na Vila Santa Edwirges no valor de 25 milhões de cruzeiros. A segunda parte do prédio foi adquirida por CR$ 100.000.000,00 (cem milhões de cruzeiros) pelo prefeito em exercício Sidney Beraldo em 28 de maio de 1985. Após a compra do prédio, realizou-se pesquisa de opinião pública na qual a população manifestou o desejo de ver o prédio restaurado. Foi nomeada uma equipe pela prefeitura de profissionais para a elaboração do projeto de restauração e reciclagem. O grupo foi a São Paulo entregar o trabalho ao Condephaat que iniciou o processo de Tombamento de Teatro.
Em 13 de abril de 1986, montou-se uma exposição com todos os projetos no foyer do Teatro. Na ocasião o governador Franco Montoro e o secretário estadual de Planejamento, José Serra, visitaram o Teatro e se comprometeram em destinar dois milhões de cruzados à restauração. Em 19 de janeiro de 1987, o Teatro Municipal de São João da Boa Vista foi tombado pelo Condephaat.

### A Fundação Oliveira Neto

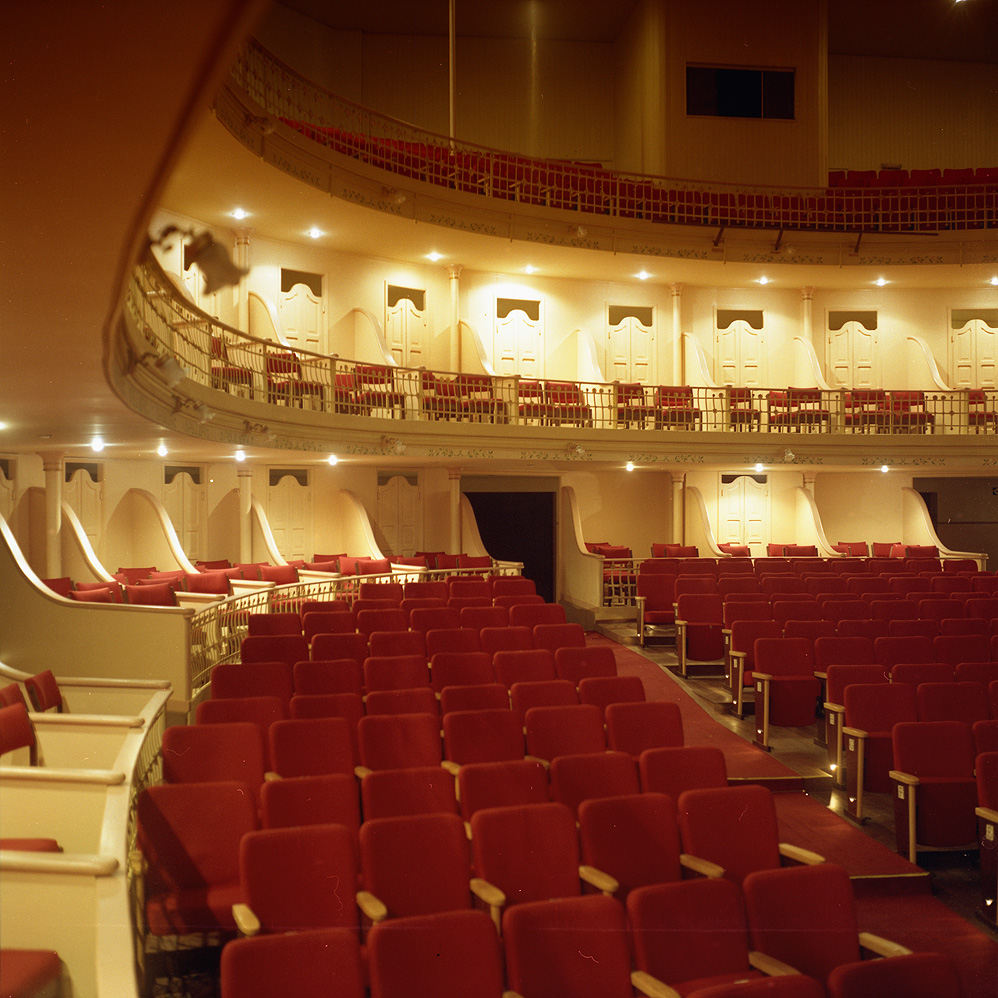
Vista interna do Teatro Municipal

Em janeiro de 1998, o então prefeito Laert de Lima Teixeira criou a Fundação Oliveira Neto como objetivo exclusivo de arrecadar recursos para as obras do Teatro. Uma das primeiras ações da diretoria (1998/2000 - 2000/2003), foi o cadastramento da entidade no Ministério da Cultura para o recebimento de benefícios previstos na Lei Rouanet.
No ano 2000, o prédio recebeu uma série de melhorias, dentre as quais a conclusão da Sala de Múltiplo Uso, a instalação do ar condicionado da sala principal, colocação de forro e término do sistema de proteção contra incêndio. O  IPHAN possibilitou a restauração dos gradis em metal, compra das poltronas da sala de múltiplo uso e o complemento do forro de gesso das frisas e camarotes. O resultado de uma campanha da Fundação Oliveira Neto,  foi empregado na execução do revestimento das paredes, dos pisos dos camarins e da escada de emergência. Também foram substituídas as madeiras da curva da ferradura e de apoio dos gradis. O governo do estado de São Paulo, repassou 250 mil reais no final desse ano. O montante foi utilizado na recuperação do piso da sala principal, curva de visibilidade da galeria, poltronas da plateia e galeria, cadeiras para as frisas dos camarotes, pintura interna e externa.

### AMITE
A Associação dos Amigos do Teatro Municipal foi constituída em 20 de abril de 2003. Suas atribuições são: promover a popularização do Teatro, realizar eventos com a participação de grupos e escolas locais, organizar a agenda de espetáculos do Teatro em parceria com o departamento de Cultura e Turismo e entidades culturais do município.

## Eventos

### Semana Fernando Furlanetto

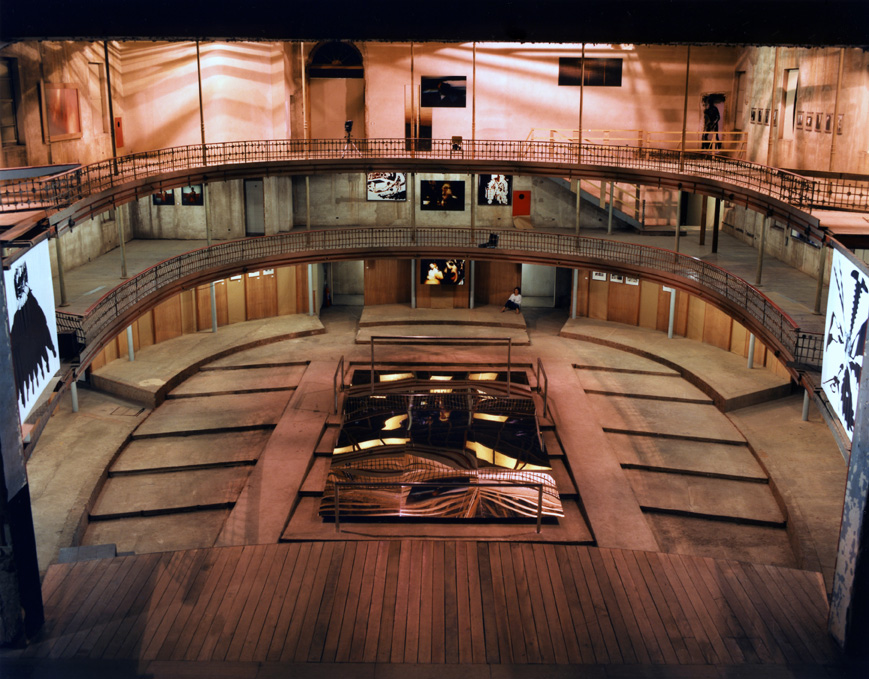
Semana de Arte Fernando Furlanetto em 1999 no interior do Teatro

A Semana Fernando Furlanetto foi criada após uma exposição em 1997, como comemoração do centenário do artista Fernando Furlanetto. Teve como curador Antônio Carlos Rodrigues Lorette. Em suas primeiras edições, aconteceu, no ainda inacabado Teatro Municipal de São João da Boa Vista:
Em 1998 realizou-se sob a curadoria da artista plástica Samantha Moreira, que imprimiu um perfil contemporâneo ao evento. Foi realizado no então semiabandonado, Teatro Municipal da cidade. Foram expostos trabalhos de Fernando de Bittencourt, Mauro Restiffe, Rogério Ghomes, Vânia Mignone, Sylvia Furegatti, Samanta Moreira, Tonico Lemos, Benê Trevisan, Kiko Goifman, Alexandra Lima e Landa Costa.
Em 1999 o fotografo Alfredo Nagib Filho – Fritz foi o curador da sua segunda edição, enfocando a arte fotográfica.

### Semana Guiomar Novaes
A Semana Guiomar Novaes foi criada em 1977 pelo então prefeito Nelson Nicolau. Homenageando a pianista, se tornou referência  artística e musical. Atualmente é considerado o segundo maior espetáculo cultural do estado de São Paulo, ficando atrás apenas do Festival Internacional de Inverno de Campos do Jordão.

### O Centenário
Em virtude das comemorações do centenário do Teatro Municipal, foi confeccionado um selo comemorativo e uma exposição fotográfica com a temática "Um Século de Theatro", idealizada por Elsbeht Schütz, Angela Bonfante e Silvia Borges. 